# Wenchang, Hainan
Wenchang, tidigare romaniserat Mencheong, en stad på häradsnivå i Hainan-provinsen i sydligaste Kina. Den ligger omkring 56 kilometer sydost om provinshuvudstaden Haikou.